# Abdullah Bosnevi
 (mai 2025).
Abdullah Bosnevi (en bosniaque : Abdulah Bošnjak) (1584–1644) était un soufi et poète bosniaque malamati qui a vécu à l'époque ottomane.

## Biographie
Bosnevi est né en Bosnie. Après avoir reçu son éducation là-bas, il se rendit à Istanbul, où il étudia la théologie islamique avec des érudits ottomans. En raison de son intérêt pour le soufisme, il se rendit à Bursa, une autre ville ottomane, où il devint un murid (élève) de Shaykh Hasan Kabadüz, un chef soufi malâmati(courant soufi). 
Lors de son pèlerinage, Bosnevi a d'abord visité le Hedjaz, puis l'Égypte, où il s'est efforcé de faire reconnaître le courant malâmati dans le monde arabe. Son commentaire en arabe et en turc sur le Fusûs al-Hikam d'Ibn 'Arabi a largement contribué à diffuser les idées du courant malâmati ainsi que le concept de l'unicité de l'être (Wahdat al-wujûd) dans cette région. 
À son retour, il resta quelque temps à Damas. Il s'installa près du tombeau d'Ibn 'Arabi, se coupa de la société et devint un reclus.
Bosnevi a écrit des livres et des tracts pour diffuser des informations sur le soufisme Malamati et la métaphysique soufie Wahdat al-Wujud dans toute l'Afrique du Nord. Ses traités portaient sur le mysticisme islamique, la théologie et le commentaire des versets coraniques.
Il est mort à Konya et a été enterré à côté de Sadr al-Din al-Qunawi(principal disciple d'Ibn 'Arabi).